# Jaime Piqueras
Jaime Piqueras Sánchez (* 8. Januar 1927 in Lima) ist ein ehemaliger peruanischer Stabhochspringer.
1947/48 gewann er bei den Juegos Bolivarianos Silber. Bei den Olympischen Spielen 1948 in London schied er in der Qualifikation aus.
Er holte 1951 bei den Panamerikanischen Spielen in Buenos Aires Silber. Im gleichen Jahr siegte er bei den Juegos Bolivarianos. Bei den Südamerikameisterschaften 1952 in Buenos Aires errang er Silber.
Seine persönliche Bestleistung von 4,04 m stellte er 1951 auf.